# Шансекре
Шансекре (фр. Champsecret) насеље је и општина у северној Француској у региону Доња Нормандија, у департману Орн која припада префектури Алансон.
По подацима из 2011. године у општини је живело 1008 становника, а густина насељености је износила 22,56 становника/km². Општина се простире на површини од 44,68 km². Налази се на средњој надморској висини од 300 метара (максималној 313 m, а минималној 140 m).

## Демографија
| 1962. | 1968. | 1975. | 1982. | 1990. | 1999. | 2011. |
| ----- | ----- | ----- | ----- | ----- | ----- | ----- |
| 931   | 1.097 | 965   | 1.007 | 1.016 | 1.030 | 1.008 |

График промене броја становника у току последњих година